# Carl Peter Hermann Christensen
Carl Peter Hermann Christensen (ur. 13 sierpnia 1869 w Særslev, zm. 9 października 1936) był ostatnim urzędowym katem Królestwa Danii. Jego oficjalny tytuł brzmiał skarpretter (duń.) i był oficjalnie zatrudniony na stałe przez rząd Danii jako funkcjonariusz państwowy. Decyzję o jego zatrudnieniu podjął minister sprawiedliwości Peter Adler Alberti. Jego "kadencja" jako kata trwała od 27 sierpnia 1906 do 1 kwietnia 1926.
Nigdy nie przeprowadził żadnej egzekucji. Ostatni wyrok KŚ w Danii został wykonany na Jensie Nielsenie - przez jego poprzednika Theodora Seistrupa w roku 1892.